# Jérémy Pied
Jérémy Pied (* 23. Februar 1989 in Grenoble) ist ein französischer Fußballspieler. 

## Karriere
Pied kam 2004 in den Nachwuchsbereich des französischen Serienmeisters Olympique Lyon. In der Saison 2009/10 spielte er auf Leihbasis in der Ligue 2 beim FC Metz. Seit seiner Rückkehr im Sommer 2010 kam der Mittelfeldakteur regelmäßig im Profiteam Lyons zum Einsatz. Von 2012 bis 2014 spielte er für die OGC Nizza. In der Saison 2014/15 wurde er an den Ligakonkurrenten EA Guingamp verliehen. Nach einem weiteren Jahr im Anschluss in Nizza, wechselte er im August 2016 zum FC Southampton. Dort verblieb der Franzose bis zum Sommer 2018, als er sich dem OSC Lille anschloss. Im Juli 2022 lief sein Vertrag in Lille aus.

## Erfolge
- Französischer Meister: 2021